# Борки (Молодечненский район)
Борки (бел. Баркі́) — деревня в Молодечненском районе Минской области Беларуси. Входит в Полочанский сельсовет. 

## География
Расположена по направлению автодороги Молодечно — Воложин, сразу за рекой Березина (Неманская) в 2-х км от деревни Литва.

## История
Известно с XIX века известна как фольварк в Палачанской общине Ошмянского уезда Виленской губернии. В феврале 1918 году деревня занята германскими войсками, в дальнейшем входила в состав БССР (1919), Срединной Литвы (1920), Польши (1922), снова в БССР (1939) В июня 1941 по июль 1944 года оккупировано фашистскими войсками. В 1969 году проживало 45 жителей.

## Население

### Численность
- 2009 год — 7 жителей

### Динамика
- 2009 год — 7 жителей